# جورج شو (رسام)
جورج شو (بالإنجليزية: George Shaw)‏ هو رسام بريطاني، ولد في 1966 في كوفنتري في المملكة المتحدة.